# 贴生石韦
贴生石韦（学名：Pyrrosia adnascens）为水龙骨科石韦属下的一个种。

#### 分布[1]
亞洲熱帶至非洲熱帶地區，中國大陸南部、東南亞及台灣有分布。
(抱樹石葦在台灣多生長於低海拔的山部地區，常見其著生於林下、林緣之樹幹或岩壁之上群集而生，尤其以台灣中部及南部較多見)

#### 別名
樹龍、風不動、石頭蛇、貼生石葦、钙生石韦等。

#### 外觀
莖：通常為附生，攀緣於喬木之上，而其根狀莖一般為橫走狀，其上密生鱗片。
葉：抱樹石葦的葉片一般為遠生，具有短且硬的葉柄，葉片近肉質，葉片可分為營養葉及孢子葉，前者為倒卵形，後者為披針形。

## 扩展阅读
- 維基物種上的相關：贴生石韦

1. ↑   http://kplant.biodiv.tw/%E6%8A%B1%E6%A8%B9%E7%9F%B3%E8%91%A6/%E6%8A%B1%E6%A8%B9%E7%9F%B3%E8%91%A6.htm. （原始内容存档于2018-01-06）. 缺少或|title=为空 (帮助)